# Adam Danch
Adam Mateusz Danch (* 15. prosince 1987, Ruda Śląska, Polsko) je polský fotbalový obránce a reprezentant, od roku 2017 hráč klubu Arka Gdynia. Hraje převážně na postu stopera (středního obránce).

## Klubová kariéra
- Wawel Wirek (mládež)
- Gwarek Zabrze 2004–2006
- Górnik Zabrze 2007–2017
- Arka Gdynia 2017–

## Reprezentační kariéra
Adam Danch se zúčastnil s polskou reprezentací U20 Mistrovství světa do 20 let 2007 v Kanadě.
V polském národním A-mužstvu debutoval 14. 12. 2008 v přátelském utkání v Aksu proti reprezentaci Srbska (výhra 1:0).